# Bundesliga de 2024–25
A Bundesliga 2024–25 foi a 62ª temporada da Bundesliga, a principal competição de futebol da Alemanha. A temporada começou em 23 de agosto de 2024 e tem previsão de terminar em 17 de maio de 2025.

## Regulamento
Os 18 clubes se enfrentam em jogos de ida e volta no sistema de pontos corridos. O clube que somar o maior número de pontos será declarado campeão. Além do campeão, o 2º, 3º e 4º colocados garantem vagas na Liga dos Campeões da UEFA. O 5º colocado ganha vaga na Liga Europa da UEFA, enquanto o 6º colocado garante vaga na fase preliminar da Liga Conferência Europa da UEFA.
Por outro lado, os últimos dois colocados são rebaixados à 2. Bundesliga. O 16º colocado, por sua vez, disputa um play-off contra o 3º colocado da 2. Bundesliga para saber quem jogará a elite na temporada seguinte.

### Critérios de desempate
- Maior saldo de gols;
- Maior número de gols pró;
- Confronto direto.[3]

## Participantes

### Promovidos e rebaixados
| Pos. | Rebaixados da Bundesliga de 2023–24 |
| ---- | ----------------------------------- |
| 17º  | Köln                                |
| 18º  | Darmstadt 98                        |

| Pos. | Promovidos da 2. Bundesliga de 2023–24 |
| ---- | -------------------------------------- |
| 1º   | St. Pauli                              |
| 2º   | Holstein Kiel                          |

### Informações dos clubes
| Equipe                   | Treinador         | Cidade               | Estádio (mando)                | Capacidade |
| ------------------------ | ----------------- | -------------------- | ------------------------------ | ---------- |
| Augsburg                 | Jess Thorup       | Augsburg             | SGL Arena                      | 30,660     |
| Bayer Leverkusen         | Xabi Alonso       | Leverkusen           | BayArena                       | 30,210     |
| Bayern de Munique        | Vincent Kompany   | Munich               | Allianz Arena                  | 75,000     |
| Bochum                   | Dieter Hecking    | Bochum               | Vonovia Ruhrstadion            | 27,599     |
| Borussia Dortmund        | Nuri Şahin        | Dortmund             | Signal Iduna Park              | 81,365     |
| Borussia Mönchengladbach | Gerardo Seoane    | Mönchengladbach      | Borussia-Park                  | 54,057     |
| Eintracht Frankfurt      | Dino Toppmöller   | Frankfurt            | Deutsche Bank Park             | 51,500     |
| Freiburg                 | Julian Schuster   | Freiburg im Breisgau | Europa-Park Stadion            | 34,700     |
| Heidenheim               | Frank Schmidt     | Heidenheim           | Voith-Arena                    | 15,000     |
| Hoffenheim               | Christian Ilzer   | Sinsheim             | PreZero Arena                  | 30,150     |
| Holstein Kiel            | Marcel Rapp       | Kiel                 | Holstein-Stadion               | 15,034     |
| Mainz 05                 | Bo Henriksen      | Mainz                | Mewa Arena                     | 33,305     |
| RB Leipzig               | Marco Rose        | Leipzig              | Red Bull Arena                 | 47,069     |
| St. Pauli                | Alexander Blessin | Hamburgo             | Millerntor-Stadion             | 29,546     |
| Stuttgart                | Sebastian Hoeneß  | Stuttgart            | MHPArena                       | 60,449     |
| Union Berlin             | Steffen Baumgart  | Berlim               | Stadion An der Alten Försterei | 22,012     |
| Werder Bremen            | Ole Werner        | Bremen               | Wohninvest Weserstadion        | 42,100     |
| Wolfsburg                | Ralph Hasenhüttl  | Wolfsburg            | Volkswagen Arena               | 30,000     |

### Equipes por estado
| Pos. | Estados                    | Número | Times                                                                  |
| ---- | -------------------------- | ------ | ---------------------------------------------------------------------- |
| 1    | Baden-Württemberg          | 4      | Freiburg, Heidenheim, Hoffenheim e Stuttgart                           |
| 1    | Renânia do Norte-Vestfália | 4      | Bochum, Borussia Dortmund, Bayer Leverkusen e Borussia Mönchengladbach |
| 3    | Baviera                    | 2      | Augsburg e Bayern de Munique                                           |
| 4    | Berlim                     | 1      | Union Berlin                                                           |
| 4    | Bremen                     | 1      | Werder Bremen                                                          |
| 4    | Baixa Saxônia              | 1      | Wolfsburg                                                              |
| 4    | Hamburgo                   | 1      | St. Pauli                                                              |
| 4    | Hesse                      | 1      | Eintracht Frankfurt                                                    |
| 4    | Schleswig-Holstein         | 1      | Holstein Kiel                                                          |
| 4    | Renânia-Palatinado         | 1      | Mainz 05                                                               |
| 4    | Saxônia                    | 1      | RB Leipzig                                                             |

## Classificação
| Pos | Equipe                   | Pts | J  | V  | E  | D  | GP | GC | SG  | Classificação ou descenso                            |
| --- | ------------------------ | --- | -- | -- | -- | -- | -- | -- | --- | ---------------------------------------------------- |
| 1   | Bayern de Munique (C)    | 82  | 34 | 25 | 7  | 2  | 99 | 32 | +67 | Fase de liga da Liga dos Campeões da UEFA de 2025–26 |
| 2   | Bayer Leverkusen         | 69  | 34 | 19 | 12 | 3  | 72 | 43 | +29 | Fase de liga da Liga dos Campeões da UEFA de 2025–26 |
| 3   | Eintracht Frankfurt      | 60  | 34 | 17 | 9  | 8  | 68 | 46 | +22 | Fase de liga da Liga dos Campeões da UEFA de 2025–26 |
| 4   | Borussia Dortmund        | 57  | 34 | 17 | 6  | 11 | 71 | 51 | +20 | Fase de liga da Liga dos Campeões da UEFA de 2025–26 |
| 5   | Freiburg                 | 55  | 34 | 16 | 7  | 11 | 49 | 53 | −4  | Fase de liga da Liga Europa da UEFA 2025–26          |
| 6   | Mainz 05                 | 52  | 34 | 14 | 10 | 10 | 55 | 43 | +12 | Play-off da Liga Conferência da UEFA de 2025–26      |
| 7   | RB Leipzig               | 51  | 34 | 13 | 12 | 9  | 53 | 48 | +5  |                                                      |
| 8   | Werder Bremen            | 51  | 34 | 14 | 9  | 11 | 54 | 57 | −3  |                                                      |
| 9   | Stuttgart                | 50  | 34 | 14 | 8  | 12 | 64 | 53 | +11 |                                                      |
| 10  | Borussia Mönchengladbach | 45  | 34 | 13 | 6  | 15 | 55 | 57 | −2  |                                                      |
| 11  | Wolfsburg                | 43  | 34 | 11 | 10 | 13 | 56 | 54 | +2  |                                                      |
| 12  | Augsburg                 | 43  | 34 | 11 | 10 | 13 | 35 | 51 | −16 |                                                      |
| 13  | Union Berlin             | 40  | 34 | 10 | 10 | 14 | 35 | 51 | −16 |                                                      |
| 14  | St. Pauli                | 32  | 34 | 8  | 8  | 18 | 28 | 41 | −13 |                                                      |
| 15  | Hoffenheim               | 32  | 34 | 7  | 11 | 16 | 46 | 68 | −22 |                                                      |
| 16  | Heidenheim               | 29  | 34 | 8  | 5  | 21 | 37 | 64 | −27 | Play-off de rebaixamento                             |
| 17  | Holstein Kiel (R)        | 25  | 34 | 6  | 7  | 21 | 49 | 80 | −31 | Zona de rebaixamento à 2. Bundesliga de 2025–26      |
| 18  | Bochum (R)               | 25  | 34 | 6  | 7  | 21 | 33 | 67 | −34 | Zona de rebaixamento à 2. Bundesliga de 2025–26      |

1. ↑  Os vencedores da DFB-Pokal de 2024–25 também se classificam para a fase da Liga Europa (ou o time em sexto lugar se os vencedores da DFB-Pokal terminarem entre os cinco primeiros da Bundesliga). Se os vencedores da DFB-Pokal terminarem entre os seis primeiros da Bundesliga, a vaga na Conference League será passada para o time em sétimo luga

## Confrontos
| Mandante \ Visitante     | AUG | LEV | MUN | BOC | DOR | MÖN | FRA | FRE | HEI | HOF | KIE | MAI | LEI | STP | STU | UNB | BRE | WOL |
| ------------------------ | --- | --- | --- | --- | --- | --- | --- | --- | --- | --- | --- | --- | --- | --- | --- | --- | --- | --- |
| Augsburg                 | —   | 0–2 | 1–3 | 1–0 | 2–1 | 2–1 | 0–0 | 0–0 | 2–1 | 0–0 | 1–3 | 2–3 | 0–0 | 3–1 | 0–1 | 1–2 | 2–2 | 1–0 |
| Bayer Leverkusen         | 2–0 | —   | 0–0 | 3–1 | 2–4 | 3–1 | 2–1 | 5–1 | 5–2 | 3–1 | 2–2 | 1–0 | 2–3 | 2–1 | 0–0 | 0–0 | 0–2 | 4–3 |
| Bayern de Munique        | 3–0 | 1–1 | —   | 2–3 | 2–2 | 2–0 | 4–0 | 2–0 | 4–2 | 5–0 | 4–3 | 3–0 | 5–1 | 3–2 | 4–0 | 3–0 | 3–0 | 3–2 |
| Bochum                   | 1–2 | 1–1 | 0–5 | —   | 2–0 | 0–2 | 1–3 | 0–1 | 2–0 | 0–1 | 2–2 | 1–4 | 3–3 | 1–0 | 0–4 | 1–1 | 0–1 | 1–3 |
| Borussia Dortmund        | 0–1 | 2–3 | 1–1 | 4–2 | —   | 3–2 | 2–0 | 4–0 | 4–2 | 1–1 | 3–0 | 3–1 | 2–1 | 2–1 | 1–2 | 6–0 | 2–2 | 4–0 |
| Borussia Mönchengladbach | 0–3 | 2–3 | 0–1 | 3–0 | 1–1 | —   | 1–1 | 1–2 | 3–2 | 4–4 | 4–1 | 1–3 | 1–0 | 2–0 | 1–3 | 1–0 | 4–1 | 0–1 |
| Eintracht Frankfurt      | 2–2 | 1–4 | 3–3 | 7–2 | 2–0 | 2–0 | —   | 4–1 | 3–0 | 3–1 | 3–1 | 1–3 | 4–0 | 2–2 | 1–0 | 1–2 | 1–0 | 1–1 |
| Freiburg                 | 3–1 | 2–2 | 1–2 | 2–1 | 1–4 | 3–1 | 1–3 | —   | 1–0 | 3–2 | 3–2 | 0–0 | 0–0 | 0–3 | 3–1 | 1–2 | 5–0 | 3–2 |
| Heidenheim               | 4–0 | 0–1 | 0–4 | 0–0 | 1–2 | 0–3 | 0–4 | 0–3 | —   | 0–0 | 3–1 | 0–2 | 0–1 | 0–2 | 1–3 | 2–0 | 1–4 | 1–3 |
| Hoffenheim               | 1–1 | 1–4 | 0–4 | 3–1 | 2–3 | 1–2 | 2–2 | 1–1 | 1–1 | —   | 3–2 | 2–0 | 4–3 | 0–2 | 1–1 | 0–4 | 3–4 | 0–1 |
| Holstein Kiel            | 5–1 | 0–2 | 1–6 | 2–2 | 4–2 | 4–3 | 2–4 | 1–2 | 1–0 | 1–3 | —   | 0–3 | 0–2 | 1–2 | 2–2 | 0–2 | 0–3 | 0–2 |
| Mainz 05                 | 0–0 | 2–2 | 2–1 | 2–0 | 3–1 | 1–1 | 1–1 | 2–2 | 0–2 | 2–0 | 1–1 | —   | 0–2 | 2–0 | 2–0 | 1–1 | 1–2 | 2–2 |
| RB Leipzig               | 4–0 | 2–2 | 3–3 | 1–0 | 2–0 | 0–0 | 2–1 | 3–1 | 2–2 | 3–1 | 1–1 | 1–2 | —   | 2–0 | 2–3 | 0–0 | 4–2 | 1–5 |
| St. Pauli                | 1–1 | 1–1 | 0–1 | 0–2 | 0–2 | 1–1 | 0–1 | 0–1 | 0–2 | 1–0 | 3–1 | 0–3 | 0–0 | —   | 0–1 | 3–0 | 0–2 | 0–0 |
| Stuttgart                | 4–0 | 3–4 | 1–3 | 2–0 | 5–1 | 1–2 | 2–3 | 4–0 | 0–1 | 1–1 | 2–1 | 3–3 | 2–1 | 0–1 | —   | 3–2 | 1–2 | 1–2 |
| Union Berlin             | 0–2 | 1–2 | 1–1 | 0–2 | 2–1 | 1–2 | 1–1 | 0–0 | 0–3 | 2–1 | 0–1 | 2–1 | 0–0 | 1–0 | 4–4 | —   | 2–2 | 1–0 |
| Werder Bremen            | 0–2 | 2–2 | 0–5 | 1–0 | 0–0 | 2–4 | 2–0 | 0–1 | 3–3 | 1–3 | 2–1 | 1–0 | 0–0 | 0–0 | 2–2 | 4–1 | —   | 1–2 |
| Wolfsburg                | 1–1 | 0–0 | 2–3 | 1–1 | 1–3 | 5–1 | 1–2 | 0–1 | 0–1 | 2–2 | 2–2 | 4–3 | 2–3 | 1–1 | 2–2 | 1–0 | 2–4 | —   |

## Estatísticas
Atualizado em 30 de março de 2025.
| Pos. | Jogador                 | Equipe                   | Gols |
| ---- | ----------------------- | ------------------------ | ---- |
| 1    | Harry Kane              | Bayern de Munique        | 22   |
| 2    | Patrik Schick           | Bayer Leverkusen         | 17   |
| 3    | Omar Marmoush           | Eintracht Frankfurt      | 15   |
| 3    | Tim Kleindienst         | Borussia Mönchengladbach | 15   |
| 3    | Jonathan Burkardt       | Mainz 05                 | 15   |
| 6    | Sehrou Guirassy         | Borussia Dortmund        | 14   |
| 7    | Hugo Ekitike            | Eintracht Frankfurt      | 13   |
| 8    | Jamal Musiala           | Bayern de Munique        | 11   |
| 9    | Mohamed El Amine Amoura | Wolfsburg                | 10   |
| 9    | Alassane Pléa           | Borussia Mönchengladbach | 10   |
| 9    | Benjamin Šeško          | RB Leipzig               | 10   |
| 9    | Ermedin Demirović       | Stuttgart                | 10   |

| Pos. | Jogador                 | Equipe              | Assists. |
| ---- | ----------------------- | ------------------- | -------- |
| 1    | Florian Wirtz           | Bayer Leverkusen    | 10       |
| 2    | Omar Marmoush           | Eintracht Frankfurt | 9        |
| 2    | Michael Olise           | Bayern de Munique   | 9        |
| 4    | Vincenzo Grifo          | Freiburg            | 8        |
| 4    | Mohamed El Amine Amoura | Wolfsburg           | 8        |
| 6    | Harry Kane              | Bayern de Munique   | 7        |
| 6    | Granit Xhaka            | Bayer Leverkusen    | 7        |
| 6    | Marvin Ducksch          | Werder Bremen       | 7        |
| 6    | Pascal Groß             | Borussia Dortmund   | 7        |
| 6    | Anthony Caci            | Mainz 05            | 7        |

### Clean sheets
| Pos. | Jogador          | Equipe            | Clean sheets |
| ---- | ---------------- | ----------------- | ------------ |
| 1    | Péter Gulácsi    | RB Leipzig        | 13           |
| 2    | Manuel Neuer     | Bayern de Munique | 11           |
| 3    | Noah Atubolu     | Freiburg          | 10           |
| 4    | Robin Zentner    | Mainz 05          | 9            |
| 5    | Finn Dahmen      | Augsburg          | 8            |
| 5    | Nikola Vasilj    | St. Pauli         | 8            |
| 7    | Frederik Rønnow  | Union Berlin      | 6            |
| 7    | Michael Zetterer | Werder Bremen     | 6            |
| 7    | Kevin Müller     | Heidenheim        | 6            |
| 10   | Gregor Kobel     | Borussia Dortmund | 5            |

### Hat-tricks
| Jogador               | Para                     | Contra                   | Resultado | Data                    | Ref.   |
| --------------------- | ------------------------ | ------------------------ | --------- | ----------------------- | ------ |
| Andrej Kramarić       | Hoffenheim               | Holstein Kiel            | 3–2 (C)   | 24 de agosto de 2024    | [ 6 ]  |
| Harry Kane            | Bayern de Munique        | Holstein Kiel            | 6–1 (F)   | 14 de setembro de 2024  | [ 7 ]  |
| Jens Stage            | Werder Bremen            | Hoffenheim               | 4–3 (F)   | 29 de setembro de 2024  | [ 8 ]  |
| Harry Kane            | Bayern de Munique        | Stuttgart                | 4–0 (C)   | 19 de outubro de 2024   | [ 9 ]  |
| Harry Kane            | Bayern de Munique        | Augsburg                 | 3–0 (C)   | 22 de novembro de 2024  | [ 10 ] |
| Patrik Schick         | Bayer Leverkusen         | Heidenheim               | 5–2 (C)   | 23 de novembro de 2024  | [ 11 ] |
| Myron Boadu           | Bochum                   | RB Leipzig               | 3–3 (C)   | 18 de janeiro de 2025   |        |
| Alexis Claude-Maurice | Augsburg                 | Borussia Mönchengladbach | 3–0 (F)   | 22 de fevereiro de 2025 |        |
| Alassane Pléa         | Borussia Mönchengladbach | Werder Bremen            | 4–2 (F)   | 15 de março de 2025     |        |

### Poker-trick
| Jogador        | Para              | Contra       | Resultado | Data                    | Ref.   |
| -------------- | ----------------- | ------------ | --------- | ----------------------- | ------ |
| Patrik Schick  | Bayer Leverkusen  | Freiburg     | 5–1 (C)   | 21 de dezembro de 2024  | [ 12 ] |
| Serou Guirassy | Borussia Dortmund | Union Berlin | 6–0 (C)   | 22 de fevereiro de 2025 |        |

## Prêmios

### Campeão
| Bundesliga de 2024–25                   |
| --------------------------------------- |
| Bayern de Munique Campeão (34.º título) |

### Prêmios mensais
| Mês       | Jogador do mês     | Jogador do mês      | Novato do mês     | Novato do mês            | Gol do mês          | Gol do mês        | Ref.                 |
| Mês       | Jogador            | Clube               | Jogador           | Clube                    | Jogador             | Clube             | Ref.                 |
| --------- | ------------------ | ------------------- | ----------------- | ------------------------ | ------------------- | ----------------- | -------------------- |
| Agosto    | Victor Boniface    | Bayer Leverkusen    | —                 | —                        | Thomas Müller       | Bayern de Munique | [ 13 ] [ 14 ] [ 15 ] |
| Setembro  | Omar Marmoush      | Eintracht Frankfurt | Kauã Santos       | Eintracht Frankfurt      | Aleksandar Pavlović | Bayern de Munique | [ 13 ] [ 14 ] [ 15 ] |
| October   | Harry Kane         | Bayern Munich       | Michael Olise     | Bayern Munich            | Kingsley Coman      | Bayern de Munique | [ 13 ] [ 14 ] [ 15 ] |
| Novembro  | Omar Marmoush      | Eintracht Frankfurt | Nathaniel Brown   | Eintracht Frankfurt      | Jamal Musiala       | Bayern de Munique | [ 13 ] [ 14 ] [ 15 ] |
| Dezembro  | Florian Wirtz      | Bayer Leverkusen    | Nathaniel Brown   | Eintracht Frankfurt      | Joshua Kimmich      | Bayern de Munique | [ 13 ] [ 14 ] [ 15 ] |
| Janeiro   | Florian Wirtz      | Bayer Leverkusen    | Chrislain Matsima | FC Augsburg              | Florian Wirtz       | Bayer Leverkusen  | [ 13 ] [ 14 ] [ 15 ] |
| Fevereiro | Serhou Guirassy    | Borussia Dortmund   | Lukas Ullrich     | Borussia Mönchengladbach | Jamal Musiala       | Bayern Munich     | [ 13 ] [ 14 ] [ 15 ] |
| Março     | Nico Schlotterbeck | Borussia Dortmund   | Chrislain Matsima | FC Augsburg              | Raphaël Guerreiro   | Bayern Munich     | [ 13 ] [ 14 ] [ 15 ] |
| Abril     | Michael Olise      | Bayern Munich       | Daniel Svensson   | Borussia Dortmund        | Serge Gnabry        | Bayern Munich     | [ 13 ] [ 14 ] [ 15 ] |
| Maio      | —                  | —                   | —                 | —                        | László Bénes        | Union Berlin      | [ 13 ] [ 14 ] [ 15 ] |

### Prêmios anuais
| Prêmio               | Vencedor      | Clube         | Ref.   |
| -------------------- | ------------- | ------------- | ------ |
| Jogador da Temporada | Harry Kane    | Bayern Munich | [ 16 ] |
| Novato da Temporada  | Michael Olise | Bayern Munich | [ 17 ] |
| Gol da Temporada     |               |               |        |

### Time da temporada

#### kicker
| Pos. | Jogador         | Clube             | Ref.   |
| ---- | --------------- | ----------------- | ------ |
| GO   | Péter Gulácsi   | RB Leipzig        | [ 18 ] |
| DE   | Matthias Ginter | SC Freiburg       | [ 18 ] |
| DE   | Jonathan Tah    | Bayer Leverkusen  | [ 18 ] |
| DE   | Piero Hincapié  | Bayer Leverkusen  | [ 18 ] |
| ME   | Joshua Kimmich  | Bayern Munich     | [ 18 ] |
| ME   | Nadiem Amiri    | Mainz 05          | [ 18 ] |
| ME   | Michael Olise   | Bayern Munich     | [ 18 ] |
| ME   | Nick Woltemade  | VfB Stuttgart     | [ 18 ] |
| ME   | Florian Wirtz   | Bayer Leverkusen  | [ 18 ] |
| AT   | Serhou Guirassy | Borussia Dortmund | [ 18 ] |
| AT   | Harry Kane      | Bayern Munich     | [ 18 ] |

#### EA Sports
| Pos. | Player             | Club                | Ref.   |
| ---- | ------------------ | ------------------- | ------ |
| GO   | Robin Zentner      | Mainz 05            | [ 19 ] |
| DE   | Jonathan Tah       | Bayer Leverkusen    | [ 19 ] |
| DE   | Dayot Upamecano    | Bayern Munich       | [ 19 ] |
| DE   | Nico Schlotterbeck | Borussia Dortmund   | [ 19 ] |
| DE   | Alphonso Davies    | Bayern Munich       | [ 19 ] |
| ME   | Florian Wirtz      | Bayer Leverkusen    | [ 19 ] |
| ME   | Jamal Musiala      | Bayern Munich       | [ 19 ] |
| ME   | Michael Olise      | Bayern Munich       | [ 19 ] |
| AT   | Hugo Ekitike       | Eintracht Frankfurt | [ 19 ] |
| AT   | Harry Kane         | Bayern Munich       | [ 19 ] |
| AT   | Serhou Guirassy    | Borussia Dortmund   | [ 19 ] |